# 善飞航空
善飞航空曾是一家总部位于莫斯科谢列梅捷沃国际机场的俄罗斯廉价航空公司。该航空公司是俄罗斯航空的子公司，仅运营国内航线。作为俄罗斯航空首家廉价航空公司因有克里米亚航线受欧盟制裁于2014年8月停航。2014年12月，同为俄罗斯航空子公司的俄罗斯胜利航空开始运营，其航线包括国内和飞往欧洲的国际航线。